# Anabarhynchus schlingeri
Anabarhynchus schlingeri är en tvåvingeart som beskrevs av Lyneborg 1992. Anabarhynchus schlingeri ingår i släktet Anabarhynchus och familjen stilettflugor. Inga underarter finns listade i Catalogue of Life.